# (1599) Giomus
(1599) Giomus ist ein Asteroid des Hauptgürtels, der am 17. November 1950 vom französischen Astronomen Louis Boyer in Algier entdeckt wurde. 
Benannt wurde der Asteroid nach der französischen Stadt Gien.